# هومر سميث
هومر سميث (بالإنجليزية: Homer Smith)‏ هو لاعب كرة قدم أمريكية أمريكي، ولد في 9 أكتوبر 1931 في أوماها في الولايات المتحدة، وتوفي في 10 أبريل 2011.